# نوسكو
نوسكو، (بالإنجليزية: Nusco)‏، (اربينو: Nùscu)، هي بلدية في مقاطعة جنوب سردينيا، أفيلينو (منطقة كامبانيا) في جنوب إيطاليا، شرق نابولي، مع تعداد سكان 4100 نسمة. وهي تقع في الجبال بين وديان كالور اربينو و أنهار أوفانتو.

## السكان
في سنة 1861 بلغ عدد السكان 4٬235 نسمة، وتطور العدد ليصل في سنة 2011 لـ 4٬258 نسمة.
يظهر هذا المخطط البياني تطور النمو السكاني لـ نوسكو

## توأمة
لنوسكو اتفاقيات توأمة مع كل من:
- لانتشانو
- فينشي
- تريكاريكو